# Baruk

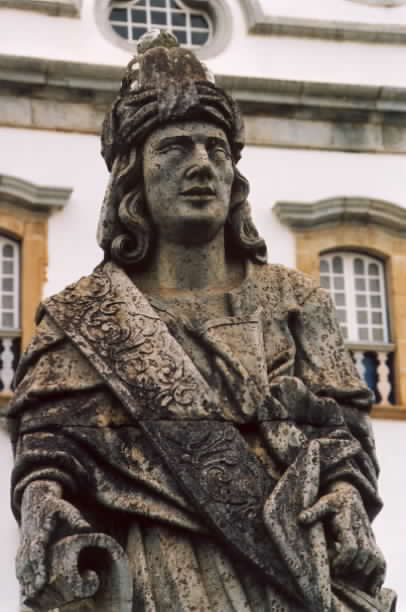
Baruk, staty i Congonhas.

Baruk är en antik grekisk skrift som ingår i Tillägg till Gamla Testamentet. 
Huvudpersonen Baruk, son till Neria, är känd från profeten Jeremias bok i Gamla Testamentet, där han fungerar som profetens sekreterare, och den som förmedlar dennes budskap vidare till eftervärlden. Baruks bok är betydligt yngre, delar av boken är från 200-talet f.Kr., men senare delar kan vara från tiden då romarna intog landet.
Texten är en analyserande bearbetning av det förflutna, vad det betydde att Jerusalem förstördes och folket fördes bort i fångenskap. Den kan också syfta på romarnas krossande av judarnas självständighet. Baruk är en tröstebok: trots folkets svårigheter ska Gud inte glömma dem. Boken ingår i de katolska och ortodoxa kyrkornas bibelkanon.